# Piaya
Piaya és un gènere d'ocells de la família dels cucúlids (Cuculidae). Es localitzen a Amèrica Central i Amèrica del Sud fins al nord d'Argentina.

## Descripció i ecologia
El cos d'aquests ocells és relativament esvelt, la cua és llarga i les potes són fortes. El cucut esquirol bec-roig està essencialment restringit a la selva tropical, però el cucut esquirol comú està més estès i també es troba en altres tipus de boscos o manglars. A diferència de moltes espècies del Vell Món, no són paràsits de cria; construeixen els seus propis nius en arbres i ponen dos ous. Els cucuts paràsits ponen ous de color similar al dels seus hostes per camuflar-los entre els dels seus hostes passeriformes, però les espècies no paràsites de Piaya, com la majoria d'altres no passeriformes, ponen ous blancs. Es tracta d'espècies vocals amb crides persistents i fortes. S'alimenten de grans insectes com les cigales, les vespes i les erugues (incloent-hi les que tenen pèls picants o espines que són desagradables per a molts ocells). Són espècies grosses i poderoses, i de tant en tant capturen preses de vertebrats com petits llangardaixos.

## Taxonomia
Segons la Classificació del Congrés Ornitològic Internacional (versió 14.2, 2024) aquest gènere està format per dues espècies:
- cucut esquirol comú (Piaya cayana).
- cucut esquirol bec-roig (Piaya melanogaster).

Basant-se en els estudis de Sibley i Monroe (1990, 1993), Piaya cayana i P. mexicana (del Hoyo i Collar 2014) són considerats una mateixa espècie (Piaya cayana cayana i P. c. mexicana) Sibley i More també considen que el cucut esquirol menut (Coccycua minuta) forma part d'aquest gènere (P. minuta)
La classificació del Handbook of the birds of the World (2024) inclou una espècie més: cucut esquirol de Mèxic (Piaya mexicana) ja que estudis posteriors als de Sibley i Moore consideraven que devien diferenciar-se i que constituïen dues espècies per les diferències en P. cayana amb la part inferior vermellosa amb unes terminacions terminal negres i amples versus la part inferior de la cua totalment negra amb una punta terminal ampla i blanca; gris pàl·lid versus el ventre panxa inferior gris fumat; parts superiors molt vermelloses i brillants i gola més pàl·lida; cua més llarga; cant "una mica diferent" (Howell 2013b); i distribució parapàtrica. Els ocells del nord-oest Mèxic (sud de Sonora i nord de Sinaloa) hi ha qui els separar com a subespècies.